# Axel Saipa
Axel Saipa (* 1943 in Münden (Hann. Münden)) ist ein deutscher Verwaltungsbeamter und Mitglied der SPD.

## Leben
An den Universitäten Göttingen und Berkeley (USA) studierte er Rechtswissenschaften (LL.M. 1969). Er legte im Jahr 1968 sein erstes juristisches Staatsexamen ab und promovierte 1971 bei Peter Badura mit dem Thema Politischer Prozess und Lobbyismus in der Bundesrepublik und in den USA: Eine rechtsvergleichende und verfassungspolitische Untersuchung.
Das zweite juristische Staatsexamen datiert von 1972. Während seines juristischen Vorbereitungsdienstes war Axel Saipa Vorsitzender des Verbandes Niedersächsischer Referendare. Beim Land Niedersachsen wirkte er als persönlicher Referent von Justizminister Hans Schäfer (1972–1974). Von 1974 bis 1975 war er beim Norddeutschen Rundfunk tätig, von 1975 bis 1980 bei der Bezirksregierung Hannover. 1978/1979 und von 1982 bis 1984 hatte Saipa einen Lehrauftrag an der juristischen Fakultät Hannover sowie von 1998 bis 2003 an der TU Clausthal. Die TU Clausthal ernannte ihn zum Honorarprofessor. Außerdem ist er seit 2002 Lehrbeauftragter für Wirtschaftsverwaltungsrecht am Fachbereich Recht an der Fachhochschule Braunschweig/Wolfenbüttel. Von 1978 bis 2017 war er Prüfer im niedersächsischen Landesjustizprüfungsamt.
Von 1980 bis 1992 war er Stadtdirektor von Lehrte und von 1992 bis 1998 Oberkreisdirektor von Goslar. 1998 wurde Saipa Präsident des Regierungsbezirks Braunschweig. Nach der Auflösung der niedersächsischen Regierungsbezirke wurde Saipa 2003 mit einer Pension nach Besoldungsgruppe B 7 in den einstweiligen Ruhestand versetzt.
Saipa war bis 2013 Generalbevollmächtigter der Internationalen Verwaltungs- und Wirtschaftsakademie in Goslar sowie Wuxi, Xiamen und Zhuhai (China).
Saipa ist Mitglied der Akademie für Geowissenschaften zu Hannover, im Vorstand der Juristischen Studiengesellschaft Hannover und im Beirat der Landesverkehrswacht Niedersachsen sowie „in weiteren ehrenamtlichen Funktionen“ tätig. Im Jahr 2017 übernahm er den Vorsitz des Landesverbands Niedersachsen des Volksbundes Deutsche Kriegsgräberfürsorge und folgte damit auf Rolf Wernstedt.
Axel Saipa ist Vater von Alexander Saipa.

## Werke (Auszug)
- Niedersächsisches Polizei- und Ordnungsbehördengesetz (NPOG), Kommunal- und Schul-Verlag, Wiesbaden 2019, ISBN 978-3-8293-1413-8